# シンドバッド

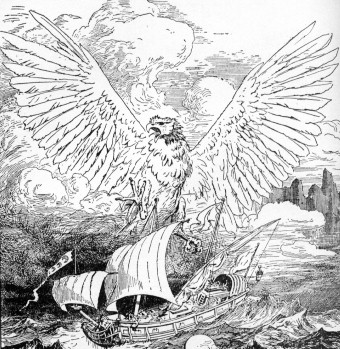
ロック鳥に襲われるシンドバッドの船。

シンドバッドは『千夜一夜物語（アラビアンナイト）』の中の『船乗りシンドバードの物語』（第290夜 - 第315夜）の主人公である船乗りである。名前はペルシア語で「シンド河の長」を意味し、インド洋航路の交易網を舞台に活躍したイスラム商人であることを示唆する名前となっている。
なお、シンドバッドの物語は、「千夜一夜物語」の中の一つとして世界的に知られるが、「千夜一夜物語」の本来のアラビア語の写本には存在しない物語の一つである。1704年に、アントワーヌ・ガランが、アラビア語の写本からフランス語版を出版して、ヨーロッパに初めて「千夜一夜物語」を紹介した際、アラビア語の写本には存在しない話を加えた。それは、以前から所有していたアラビア語の写本で、シンドバッドという商人の冒険物語、すなわち、このシンドバッドの物語である。

## 名前

### アラビア語
アラビア語表記：اَلسِّنْدِبَاد
転写：al-Sindibād
発音：ʾas-sindibād（アッ＝スィンディバード）→カタカナ表記「シンドバード」の元
シンドバッドという名前自体はアラビア語ではない外来人名。ペルシア語由来とされており、前半の سِنْد（sind, スィンド）と後半の بَاد（bād, バード）が組み合わさって سِنْدِبَاد（Sindibād, スィンディバード）となった複合名。「スィンド」はシンド河（スィンドゥ河）つまりはインダス河のこと、バード部分はペルシア語の بَاد（bād, 風）ではなく آبَاد（ābād）の方で、ここでは「長、リーダー、指導者」という意味で解釈されるという。これらを合わせた「スィンドバード」で「シンド河（スィンドゥ河、インダス河）の長」になるとされる。
千夜一夜物語に関してはこれに定冠詞がついた اَلسِّنْدِبَاد（al-Sindibād, アッ＝スィンディバード）の語形になっていることも多い。海のシンドバッドはこれに「海の」という意味の形容詞をつけた
اَلسِّنْدِبَادُ الْبَحْرِيُّ（al-Sindibād al-Baḥrī, アッ＝スィンディバード・アル＝バフリー, 実際の発音：アッ＝スィンディバードゥ・ル＝バフリー）
となる。

### 英語
英語表記（1）：Sindbad
（1）の発音：sín(d)bæd（スィンバド、スィンドバド）→カタカナ表記「シンドバッド」「シンバッド」の元
英語表記（2）：Sinbad
（2）の発音：sínbæd（スィンバド）→カタカナ表記「シンバッド」の元

### 日本語
カタカナ表記としてはシンドバッドの他に、シンドバード、シンバッドなどが見られる。

## 海のシンドバッドと出身地論争
「シンドバッド（スィンディバード）」自体はモデルになったとされる船乗りがペルシア人で、インド方面など各地へと航海に出ていたことが由来だとされるネーミングである。
シンドバッドの物語はヨーロッパ人の手によって千夜一夜物語に加えられた創作だという説がある一方、アラブ世界では実在したペルシア系人物だと考えられており、アラビア湾（ペルシア湾）地域出身とされる彼が今でいうところのオマン人またはイラク人だったのかそれともクウェート人だったのかをめぐる論争も存在しており、未だに決着を見ていない。